# Moscheea Bibi-Khanum
Moscheea Bibi-Khanum sau  Bibi-Khanym este o moschee din orașul Samarkand, Uzbekistan. Este cea mai celebră construcție din acest oraș și unul dintre cele mai fascinante exemple arhitectonice ale Asiei Centrale.

## Istorie și arhitectură
În anul 1399, după campania sa din India, Timur Lenk a ordonat construirea unei mari moschei în Samarkand. Locașul a fost edificat între anii 1399-1404, materialele folosite la construcție fiind în mare parte pietre prețioase aduse din India cu ajutorul unei caravane de 90 de elefanți. Denumirea de Bibi-Khanum vine de la numele soției favorie a lui Timur. Din cauza deteriorării, în anul 1897 s-a prăbușit parțial în urma unui cutremur. Cu toate acestea, în anul 1974, guvernatorul uzbec al provinciei a ordonat restaurarea edificiului. De asemenea, bazarul Siyob din apropiere de moschee a fost și el restaurat. În prezent moscheea și bazarul sunt cele mai celebre atracții ale orașului, alături de piața Registan.
Moscheea Bibi-Khanum este cea mai mare moschee din Samarkand și una dintre cele mai mari din Uzbekistan. Este proiectată în tip iwan, specific arhitecturii iraniene. Curtea măsoară aproximativ 167 de metri în lungime și 109 metri în lățime. Domul este pictat cu caligrafii coranice și nuanțe de albastru și maro, având 40 de metri înălțime. Portalul principal de la intrarea moscheii are 35 de metri înălțime, fiind considerat cel mai mare din Asia Centrală. Cele patru minarete se află în cele patru colțuri ale curții. De asemenea, moschea deține în complexul ei două mausolee sau moschei mai mici, una în partea de nord a curții și alta în partea de sud.

## Galerie de imagini

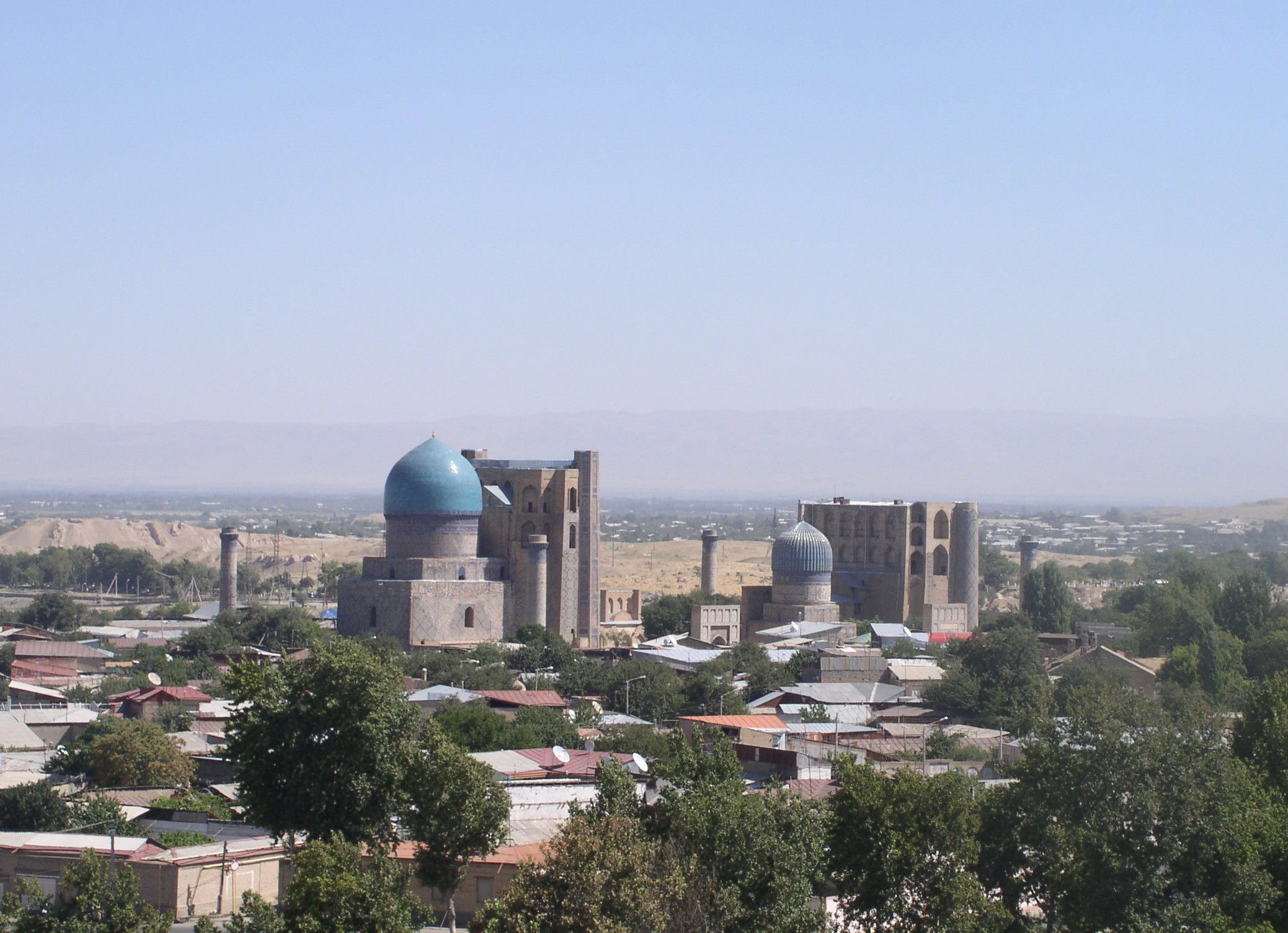
Vedere generală.
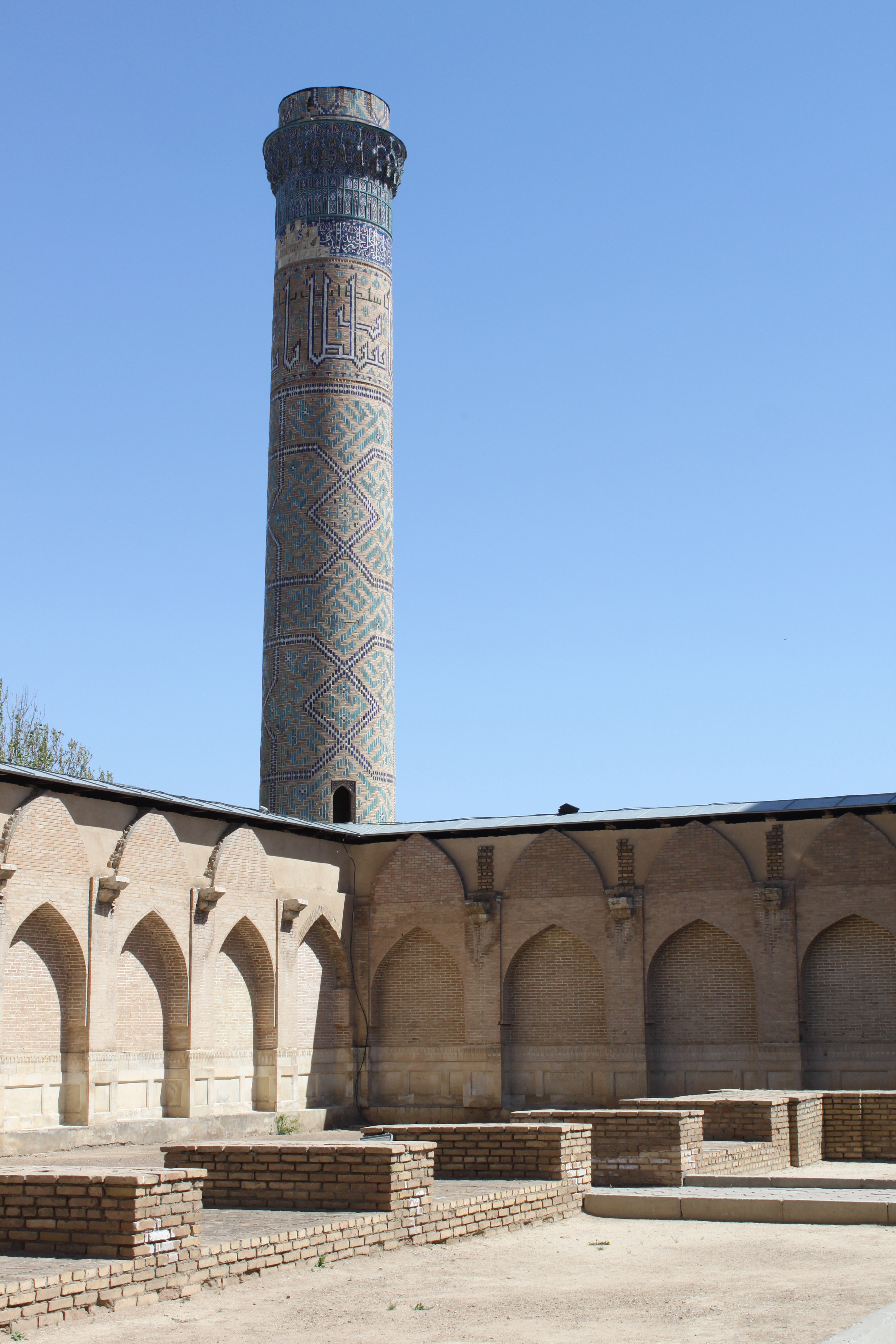
Un minaret.
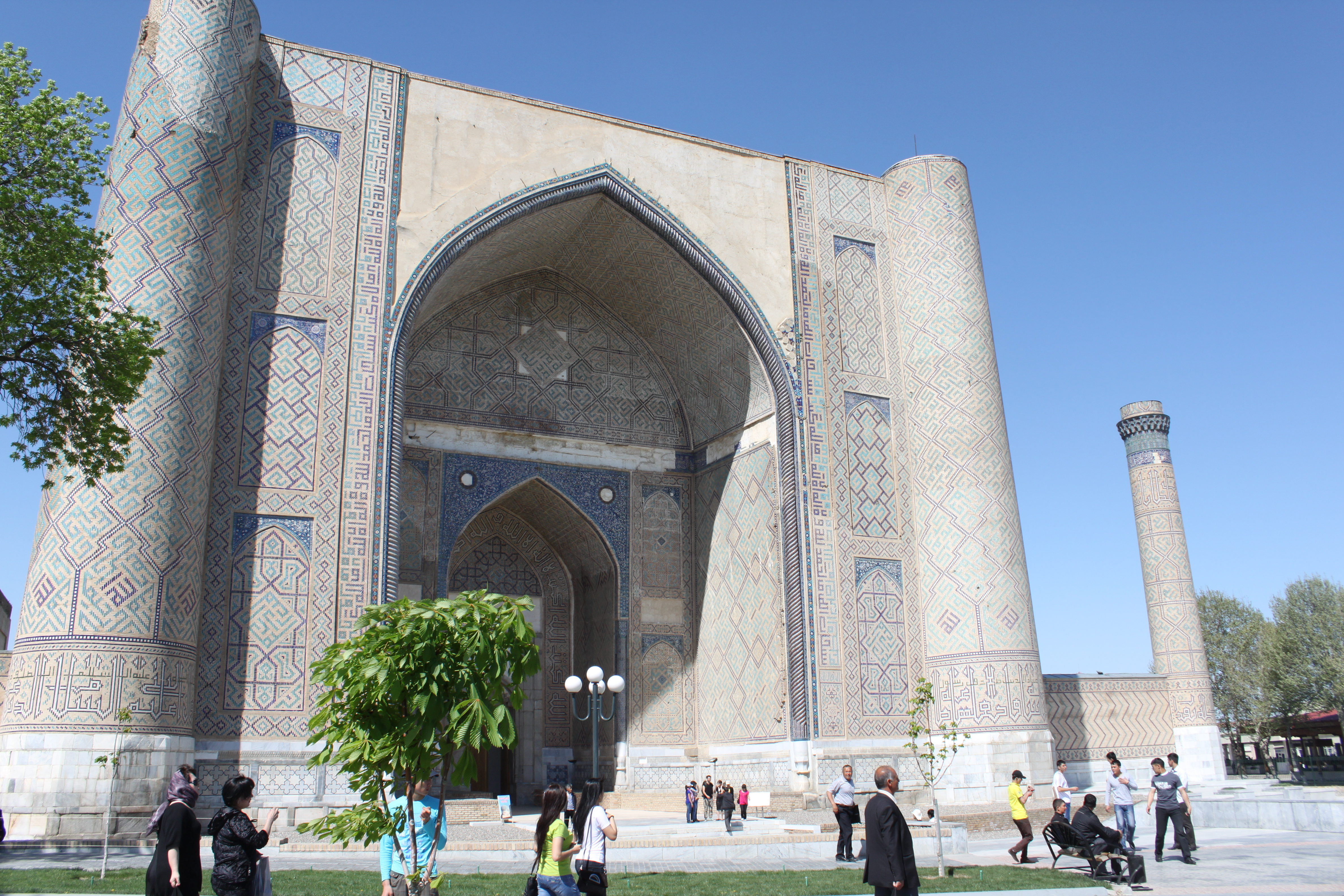
Portalul de la intrare.
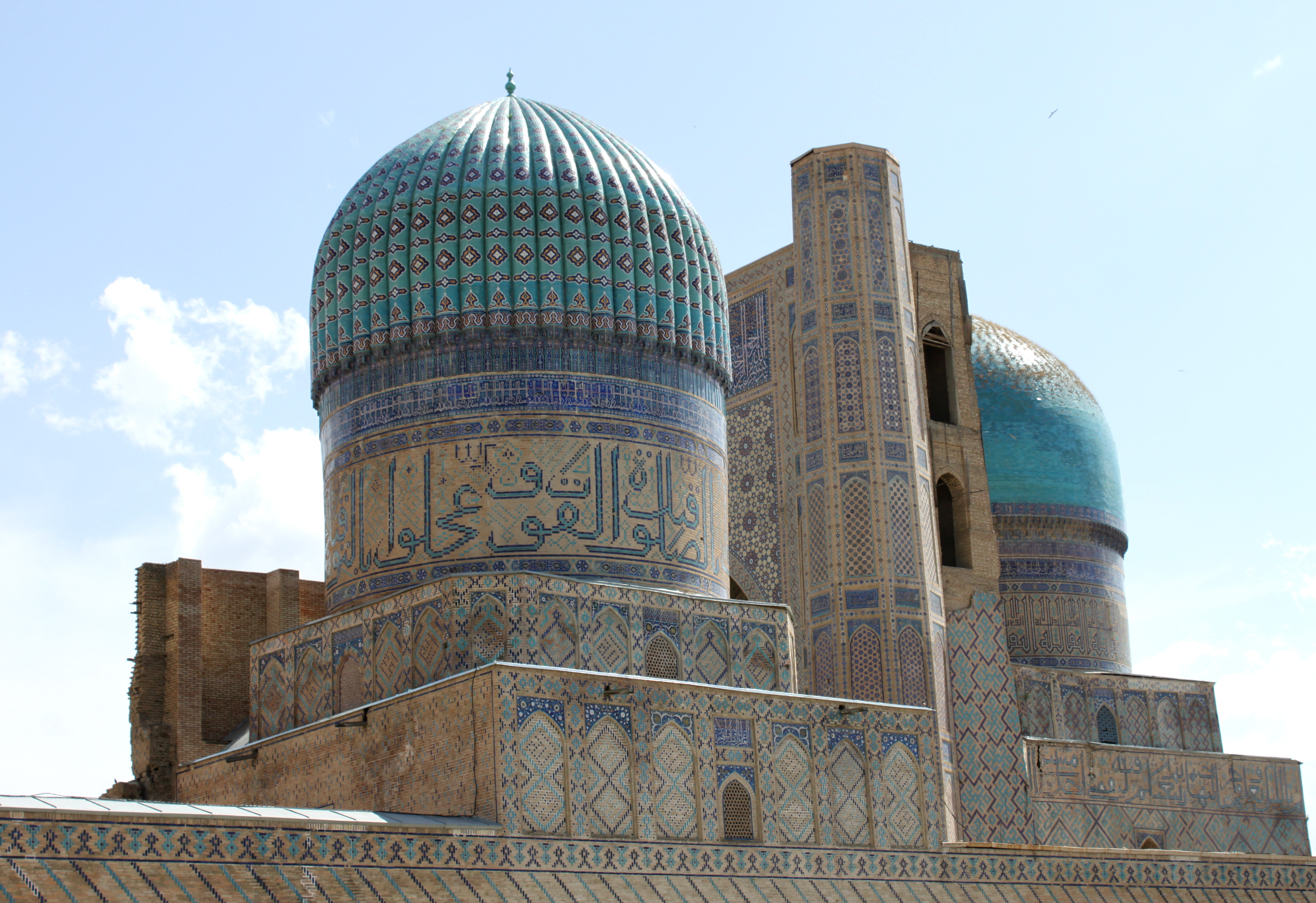
Domul.
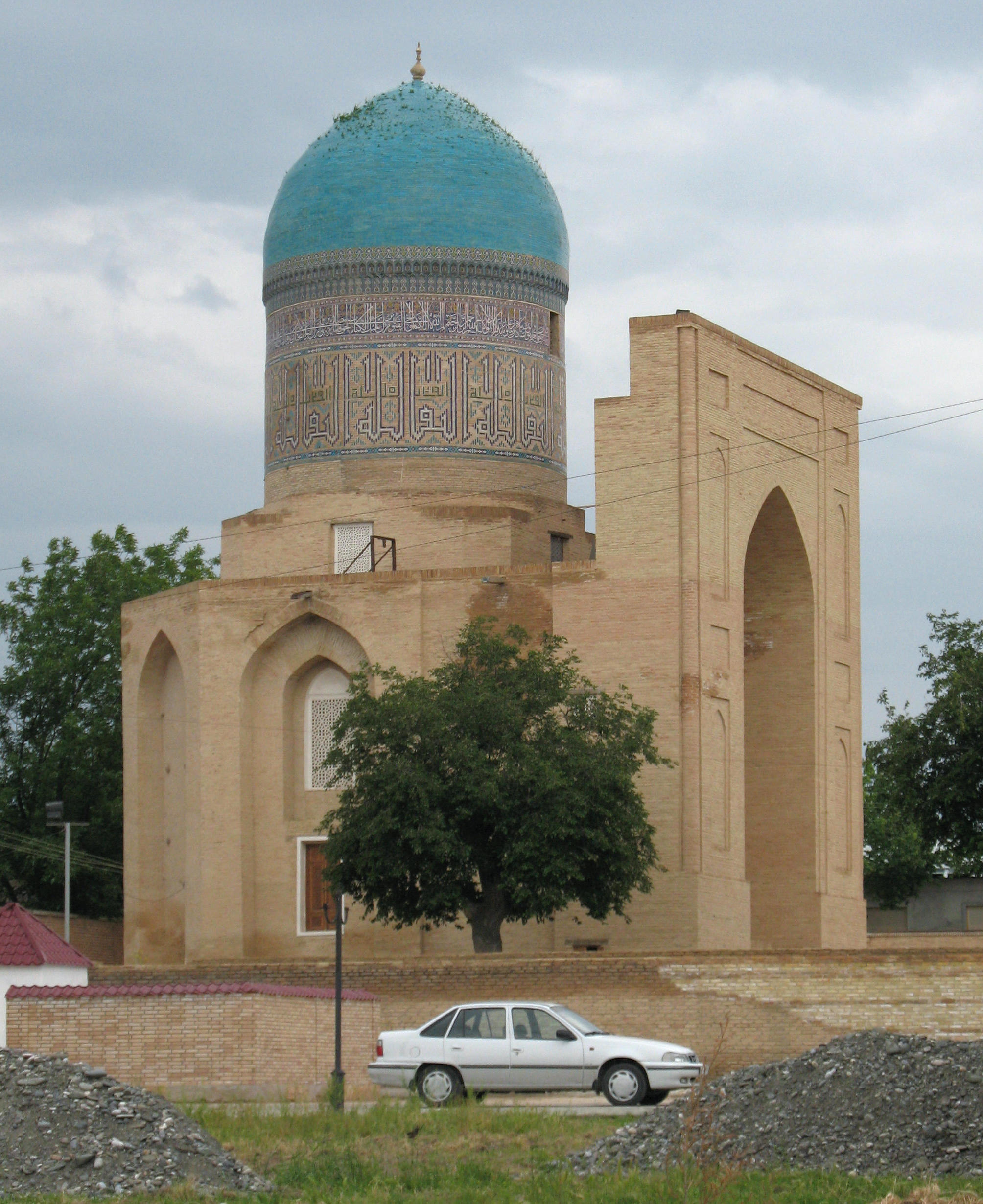
Un mausoleu.